# Saint-Maur-des-Bois
Saint-Maur-des-Bois – miejscowość i gmina we Francji, w regionie Normandia, w departamencie Manche.
Według danych na rok 1990 gminę zamieszkiwały 132 osoby, a gęstość zaludnienia wynosiła 27 osób/km² (wśród 1815 gmin Dolnej Normandii Saint-Maur-des-Bois plasuje się na 754. miejscu pod względem liczby ludności, natomiast pod względem powierzchni na miejscu 892.).